# Mont-lès-Seurre
Mont-lès-Seurre è un comune francese di 175 abitanti situato nel dipartimento della Saona e Loira nella regione della Borgogna-Franca Contea.

## Società

### Evoluzione demografica
Abitanti censiti